# Robe (Washington)
Robe az Amerikai Egyesült Államok északnyugati részén, Washington állam Snohomish megyéjében elhelyezkedő önkormányzat nélküli település.
Robe postahivatala 1894 és 1954 között működött. A helység névadója egy telepes.

## Fordítás
- Ez a szócikk részben vagy egészben  a   Robe, Washington című angol Wikipédia-szócikk ezen változatának fordításán alapul.  Az eredeti cikk szerkesztőit annak laptörténete sorolja fel. Ez a jelzés csupán a megfogalmazás eredetét és a szerzői jogokat jelzi, nem szolgál a cikkben szereplő információk forrásmegjelöléseként.